# Nacareniobsite-(Ce)
La nacareniobsite-(Ce) è un minerale.